# Fatma Thabet
Fatma Thabet est une femme politique tunisienne.

## Biographie
Fatma Thabet a travaillé au sein du ministère de l'Industrie et de celui des Finances ; elle est notamment inspectrice en chef des affaires économiques. Elle a aussi été directrice générale de l'Espace des activités économiques de Bizerte, directrice générale du Bureau de réhabilitation de l'industrie au ministère de l'Industrie et des Petites entreprises et, à partir de 2021, administratrice, représentant l'État au conseil d'administration de la Banque de Tunisie et des Émirats (en),.
Le 24 janvier 2024, elle est nommée ministre de l'Industrie, de l'Énergie et des Mines dans le gouvernement d'Ahmed Hachani,.